# Etihad Airways
Pour les articles homonymes, voir ETD.
From Abu Dhabi to the world
Etihad Airways  (en arabe : الإتحاد) (code AITA : EY ; code OACI : ETD) est une compagnie aérienne émiratie basée à Abou Dabi. Elle exploite des vols internationaux sur cinq continents depuis sa plate-forme de correspondance à l'aéroport international d'Abou Dabi, et a transporté 10,3 millions de passagers en 2012. En 2013, Etihad Airways a transporté 12 millions de passagers soit une hausse de près de 16 % par rapport à l'année précédente.

## Histoire

### Depuis la création de la compagnie

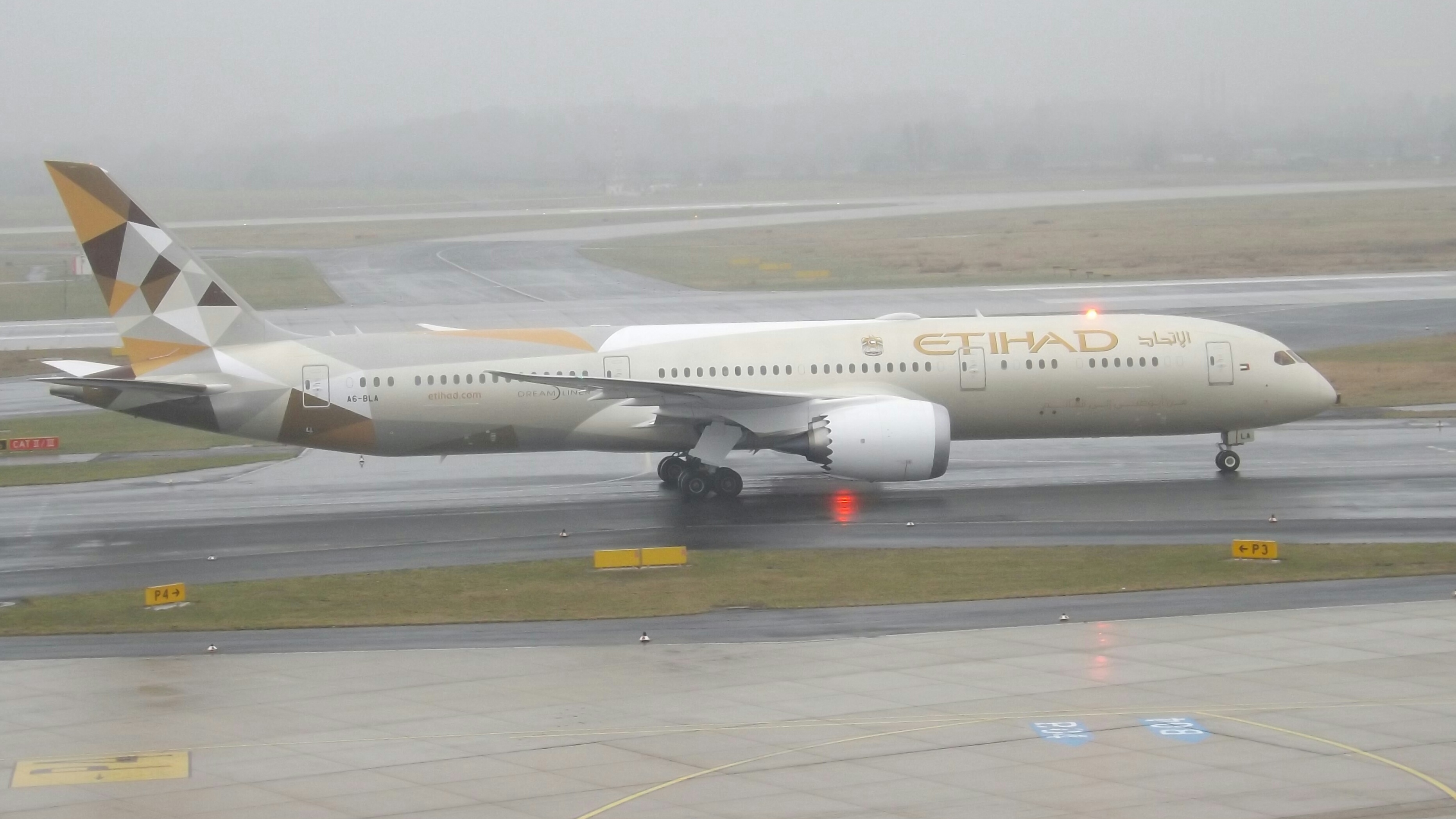
Boeing 787-9 Dreamliner.

Créée en juillet 2003 par décret royal, Etihad Airways effectue son premier vol commercial régulier le 12 novembre 2003 vers Beyrouth.
Elle passe sa première commande majeure d’avions en 2004, achetant 24 Airbus dont quatre A380 et cinq Boeing 777-300ER pour 8 milliards de dollars au prix catalogue. Quatre ans plus tard, elle annonce la plus grosse commande de l’histoire de l’aviation commerciale, annonçant lors du Salon aéronautique de Farnborough la commande de 205 avions (110 commandes fermes, 55 options et 50 droits d’achat).
Etihad a annoncé son premier bénéfice net annuel en 2011, de 14 millions de dollars US, conformément au plan stratégique annoncé par le PDG James Hogan en 2006.
En 2017, la compagnie aérienne annonce la nomination de Tony Douglas au poste de CEO pour remplacer James Hogan.
En février 2019, Etihad a annoncé d'importantes annulations de commandes d'avions Airbus et Boeing. La compagnie aérienne a résilié les contrats pour les 42 Airbus A350-900, 2 A350-1000 et 19 des 24 Boeing 777X commandés.

### Impact du Covid-19
De nombreuses compagnies annulent ou modifient leurs commandes pour s'adapter au ralentissement du trafic aérien. Certaines annoncent le retrait prématuré de leur Airbus A380 à l'image d'Air France. Dans ce contexte, Etihad a confirmé en mai 2020 que la compagnie aérienne n'annulerait pas ses commandes d'Airbus A350 restantes et prévoyait de les poursuivre. La compagnie aérienne a également confirmé qu'elle n'avait pas l'intention de mettre sa flotte d'Airbus A380 en retraite anticipée contrairement à Air France, malgré la pandémie de COVID-19. En octobre de la même année, le doute ressurgit quant à l'avenir des A380 dans la flotte d'Etihad Airways alors que le PDG de la compagnie voit les biréacteurs comme l'Airbus A350 ou les Boeing 787 et 777 comme des appareils plus efficaces et durables.
En février 2021, Etihad Airways est la première compagnie aérienne à annoncer avoir vacciné tous ses pilotes et son personnel de cabine contre le Covid-19.
Alors que la plupart des vols d'Etihad ont été cloués au sol entre mars et juin 2020, la compagnie aérienne a enregistré une perte d'exploitation de 1,7 milliard de dollars en 2020, et le trafic de passagers de la compagnie aérienne a chuté de 76% à 4,2 millions de passagers.

### Participations
Etihad Airways développe depuis 2011 une politique de partenariats stratégiques, investissant dans le capital de compagnies aériennes. À commencer par l’Allemande Air Berlin en décembre 2011, dans le capital de laquelle elle acquiert une participation de 29 %, suivie en janvier 2012 par Air Seychelles dont elle prend 40 % du capital. Viendront ensuite l’Irlandaise Aer Lingus en mai (2,987 %) et l’Australienne Virgin Australia (10 % en septembre). Etihad annonce en janvier 2013 son entrée dans le capital de la compagnie indienne Jet Airways, mais elle n’est officialisée qu’en décembre (24 %). Entretemps elle a acquis 49 % de la compagnie serbe JAT Airways, renommée Air Serbia. En novembre, elle annonce l’acquisition de 33,3 % du capital de la compagnie suisse Darwin Airline, qui sera renommée Etihad Regional en mars 2014.

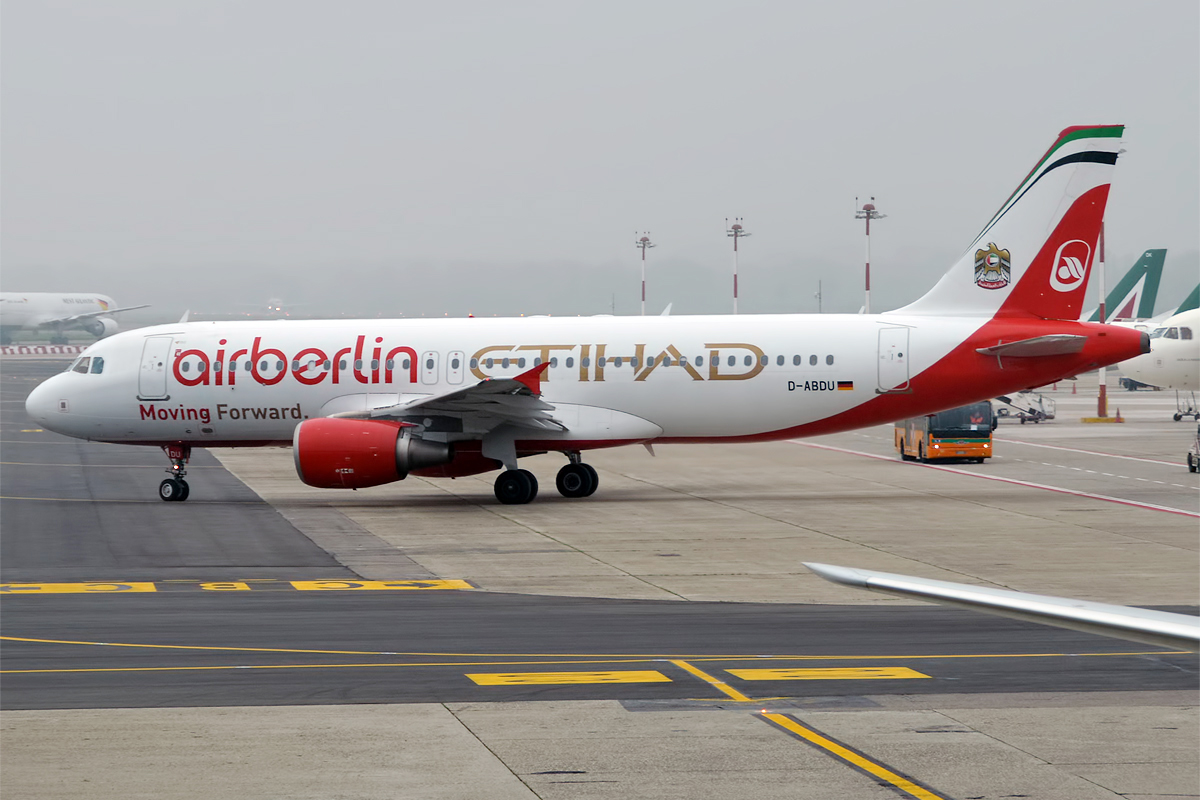
Air Berlin-Etihad Livery
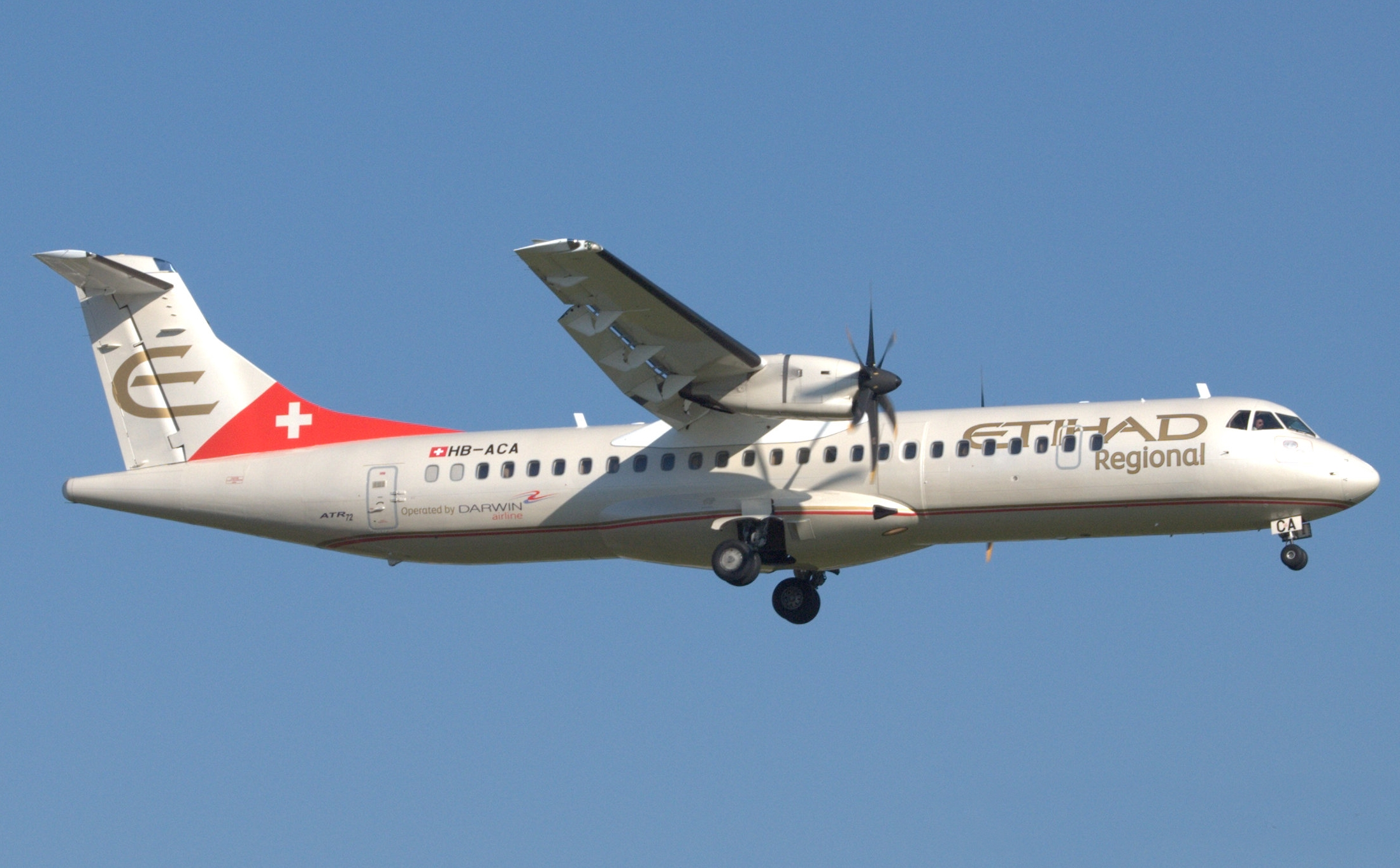
Un ATR de Etihad Regional

Le 8 août 2014, la compagnie d'Abou Dabi prend le contrôle d'Alitalia en acquérant 49 % pour 387,5 millions d'euros. La nouvelle compagnie Alitalia Sai est opérationnelle le 1er janvier 2015.
En décembre 2016, la compagnie aérienne annonce qu'elle va créer une nouvelle compagnie pour le marché européen. Elle informe qu'elle veut créer un « grand groupe européen d’aviation de loisirs ». Elle le fera en partenariat avec TUIFly et le groupe allemand Air Berlin. Cette compagnie disposera d’une flotte de soixante avions et il est prévu qu'elle gère près de quinze millions de sièges par an. Cette nouvelle compagnie devrait être opérationnelle en avril 2017. Son siège social sera basé à Vienne mais elle opérera de l'Allemagne.
Le 1er mai 2021, Etihad Airways annonce avoir revendu sa participation de 40 % dans Air Seychelles au gouvernement des Seychelles.

### Partenariats
En février 2012, Le Figaro annonce qu'Etihad Airways et Air France-KLM vont mettre en place un système de partage de codes, permettant à l'une de vendre des vols vers des destinations desservies par l'autre, et vice versa, alors que la compagnie franco-néerlandaise critiquait ouvertement les pratiques de concurrence déloyale de sa concurrente arabe. En novembre 2015, cette coopération s'étend à travers un accord de maintenance équipements.

### Publicité
En 2010, l'actrice bollywoodienne Katrina Kaif a été choisie comme l'ambassadrice d'Etihad Airways.
En avril 2015, l'actrice Nicole Kidman est vivement critiquée à la suite de sa publicité pour la compagnie aérienne, l'association des professionnels navigants de l'aviation accusant Etihad Airways de sexisme et de misogynie,.

## Destinations
Etihad Airways propose plus de 80 destinations passagers et cargo en Europe, Afrique, Moyen-Orient, Asie, Amérique du Nord et du Sud, et Océanie.

## Partenariats
Partage de codes
Etihad Airways a des accords de partage de codes avec les compagnies aériennes suivantes
:
| - Aer Lingus - Aerolíneas Argentinas - Air Astana - Air Canada - Air Europa - Air France - Air Malta - Air New Zealand - Air Serbia - Air Seychelles | - airBaltic - Alitalia - All Nippon Airways - Asiana Airlines - Azerbaijan Airlines - Bangkok Airways - Belavia - Brussels Airlines - Czech Airlines - EgyptAir | - Flybe - Flynas - Garuda Indonesia - Gulf Air - Hong Kong Airlines - JetBlue - Kenya Airways - KLM - Korean Air - kulula.com | - Lufthansa - Malaysia Airlines - Middle East Airlines - Montenegro Airlines - Oman Air - Precision Air - Royal Air Maroc - Royal Jordanian - S7 Airlines - Saudia | - Scandinavian Airlines - SriLankan Airlines - Swiss International Air Lines - TAP Air Portugal - Turkish Airlines - Vietnam Airlines - Virgin Australia |

Etihad propose également le programme TGVAIR de la SNCF.

## Flotte

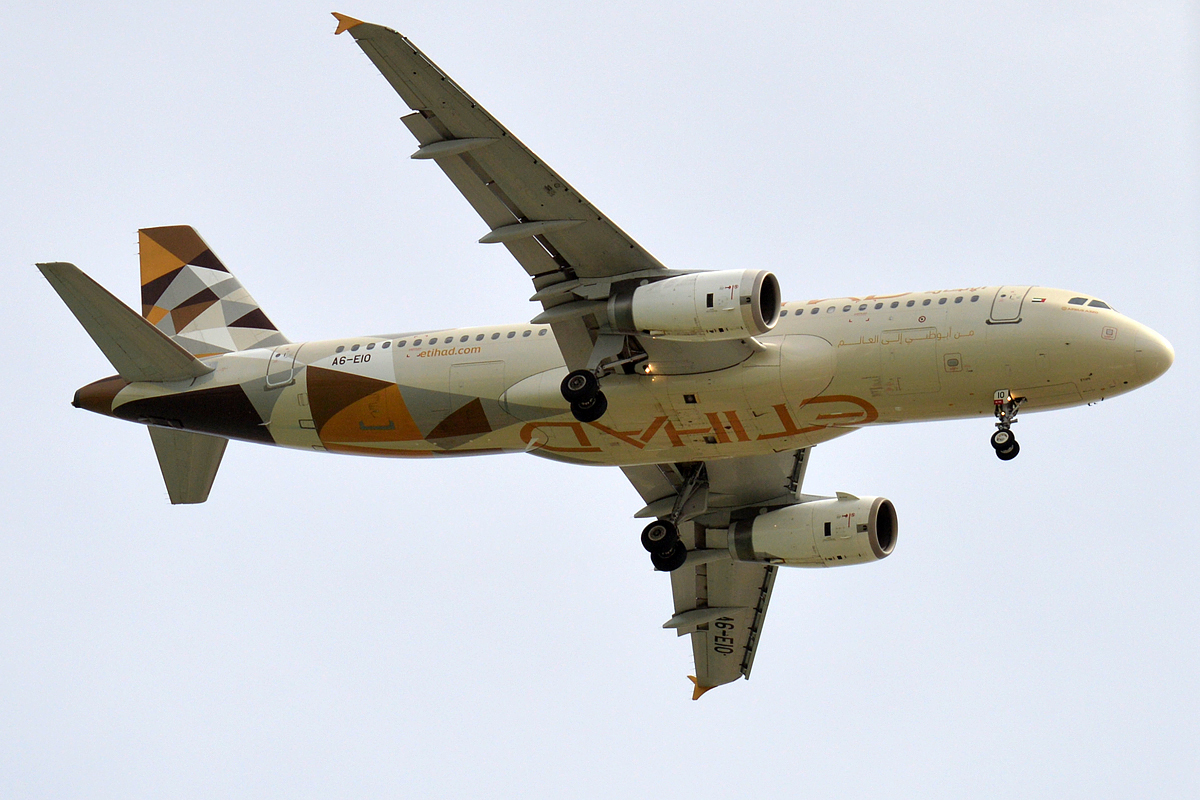
Airbus A320

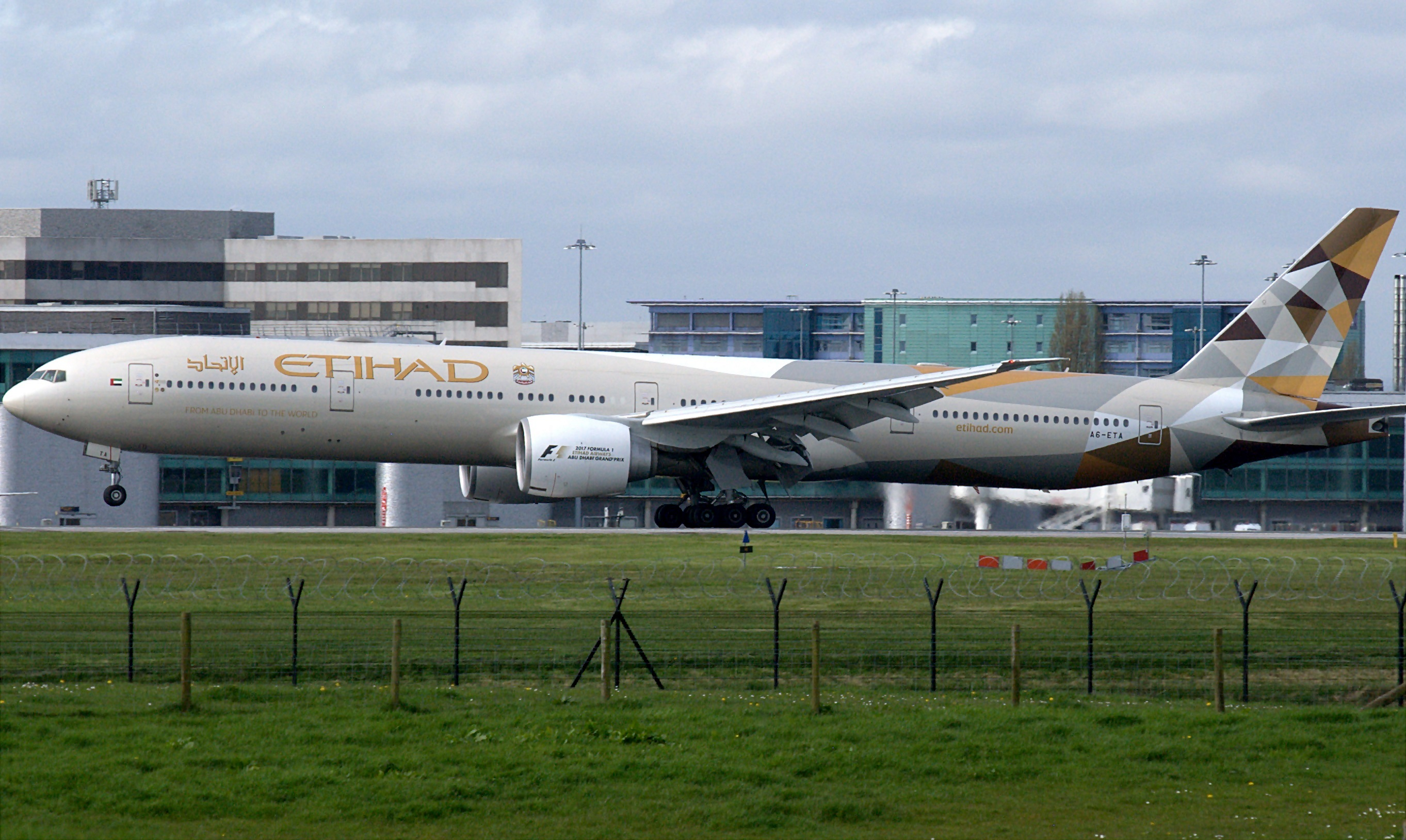
Boeing 777-300ER d'Etihad.

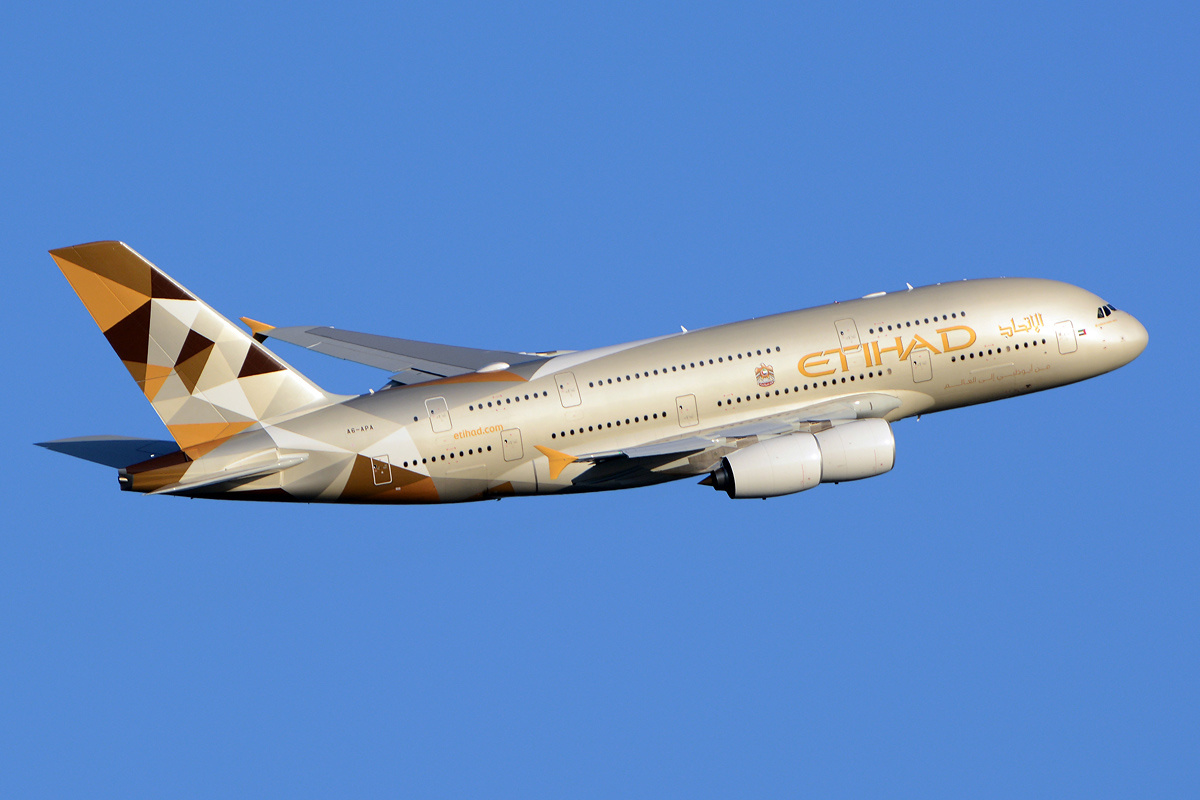
L'un des dix Airbus A380-800 d'Etihad.

En novembre 2024, les appareils suivants sont en service au sein de la flotte d'Etihad Airways:
| Avion            | En service | Commandes | Passagers | Passagers | Passagers | Passagers | Passagers | Remarques                            |
| Avion            | En service | Commandes | P         | F         | C         | Y         | Total     | Remarques                            |
| ---------------- | ---------- | --------- | --------- | --------- | --------- | --------- | --------- | ------------------------------------ |
| Airbus A320-200  | 14         | —         | —         | —         | 16        | 120       | 136       |                                      |
| Airbus A321-200  | 9          | —         | —         | —         | 16        | 158       | 174       |                                      |
| Airbus A321neo   | 6          | 20        | N/A       | N/A       | N/A       | N/A       | N/A       | Pourraient être cédés à Air Arabia   |
| Airbus A350-1000 | 5          | 15        | N/A       | N/A       | N/A       | N/A       | N/A       | Premier appareil livré en mai 2019   |
| Airbus A380-800  | 10         | —         | 2         | 9         | 70        | 417       | 498       | Petit à petit réintégrés à la flotte |
| Boeing 777-300ER | 9          | —         | —         | 8         | 40        | 280       | 328       |                                      |
| Boeing 777-300ER | 9          | —         | —         | —         | 40        | 340       | 380       |                                      |
| Boeing 777-300ER | 9          | —         | —         | —         | 28        | 384       | 412       |                                      |
| Boeing 777-8     | —          | 8         | N/A       | N/A       | N/A       | N/A       | N/A       |                                      |
| Boeing 777-9     | —          | 17        | N/A       | N/A       | N/A       | N/A       | N/A       |                                      |
| Boeing 787-9     | 30         | 11        | —         | 33        | 28        | 199       | 235       |                                      |
| Boeing 787-9     | 30         | 11        | —         | —         | 28        | 271       | 299       |                                      |
| Boeing 787-10    | 10         | 20        | —         | —         | 32        | 304       | 336       |                                      |
| Total            | 93         | 88        |           |           |           |           |           |                                      |

| Avion        | En service | Commandes | Passagers | Passagers | Passagers | Passagers | Passagers | Remarques |
| Avion        | En service | Commandes | P         | F         | C         | Y         | Total     | Remarques |
| ------------ | ---------- | --------- | --------- | --------- | --------- | --------- | --------- | --------- |
| Boeing 777F  | 5          | —         | Cargo     | Cargo     | Cargo     | Cargo     | Cargo     |           |
| Airbus A350F | —          | 10        | Cargo     | Cargo     | Cargo     | Cargo     | Cargo     |           |
| Total        | 5          | 10        |           |           |           |           |           |           |

## Identité

### Livrée actuelle
| - Ancienne livrée, progressivement retirée en 2017 - Livrée actuelle de la compagnie |

La livrée actuelle - Facets of Abu Dhabi - a été dévoilée en septembre 2014 sur le premier des nouveaux A380 de la compagnie aérienne. Il présente un pavage triangulaire doré et argenté sur le stabilisateur vertical et le fuselage arrière. Un logo Etihad doré et un emblème des Émirats arabes unis sur les fenêtres, avec le drapeau des Émirats arabes unis peint sur la porte d'entrée. Le fond a été peint en beige clair et le bout de l'aile porte également un emblème des Émirats arabes unis. La couleur dorée a été inspirée par la couleur du désert d'Arabie.

### Ancienne livrée
L'ancienne livrée comporte un drapeau et un emblème des Émirats arabes unis sur le stabilisateur vertical et un logo Etihad doré au milieu du fuselage. Des rayures rouges et dorées sont également présentes. L'ancienne livrée a été progressivement supprimée en 2017.

## Services

### En vol

#### Cabines
Avec l'introduction de l'Airbus A380 et du Boeing 787, de nouvelles cabines ont été introduites, leurs noms étant : The Residence (A380 uniquement), First Apartments (A380 uniquement), First Suite (787), Business Studio et Economy Smart Seat. Le reste de la flotte sera progressivement équipé de ces cabines à l'exception des cabines Résidence et Premier Appartement, exclusives à l'Airbus A380. La Résidence était la seule cabine de trois pièces dans le ciel lors de son introduction en décembre 2014,.

##### The Résidence (Airbus A380 uniquement)
La Résidence accueille une ou deux personnes, dans un espace de 11 m2. Il dispose d'un salon privé, d'une chambre et d'une salle de bains. Il dispose d'un large canapé inclinable à deux places (154 cm) et un  écran TV 32 pouces (81 cm) dans le salon ; une salle de bains attenante avec douche, une salle de bains de 210 cm de long, un lit double 120 cm de large dans la chambre qui comprend également un écran de 27 pouces (69 cm) et un majordome personnel.

##### First Appartment (Airbus A380 uniquement)
| - La "The Residence" présente uniquement sur Airbus A380 avec chambre, salon et salle d'eau privative - La First Appartment sur A380 |

La première classe des Airbus A380 a été remaniée avec les First Apartments. Il y en a neuf au total, configurés 1-1 dans une seule allée, et occupent une superficie totale de 3,6 m2 chacun. Il dispose d'une chaise inclinable large de 77 cm ; un pouf pleine longueur qui peut être transformé en lit ; un moniteur de télévision de 24 pouces (61 cm) qui peut pivoter pour s'aligner sur le pouf afin qu'il puisse être vu depuis le lit ; un meuble-lavabo ; et un bar avec un assortiment de boissons fraîches. En 2015, cette classe a été nommée meilleure première classe au monde en raison de son innovation luxueuse.

##### First suite (Boeing 787-9 uniquement)
Certains Boeing 787-9 disposent de huit premières suites pour accueillir l'avion plus étroit. Le service comprend une large chaise longue inclinable de 66 cm (qui se transforme en un lit entièrement plat de 205 cm) ; table à manger ; et un écran de télévision de 24 pouces (61 cm). Toutes les couvertures sont conçues par Poltrona Frau. Il y a une armoire personnelle, ainsi qu'une intimité totale avec de hautes portes coulissantes.

##### Business Studio
| - La classe "Business Studio" - La classe économique "Economy Smart Seat" sur Boeing 777 |

Le « Business Studio » est présent sur les deux modèles, avec 70 sièges sur les Airbus A380, 28 sur les Boeing 787-9 et 32 sur les Boeing 787-10. Les sièges du studio comprennent une chaise inclinable large de 56 cm, qui se transforme en un lit entièrement plat, et un écran de 18 pouces soit 46 cm. Tous ont des couvertures en cuir conçues par Poltrona Frau. Il est présenté dans une configuration de sièges 1-2-1 afin que tous les sièges aient un accès direct au couloir.

##### Economy Smart Seat
Les sièges Economy Smart sont dotés d'un siège large de 43 cm sur les Boeing 787 et un siège large de 48 cm sur les Airbus A380 tous inclinables et un pitch allant de 79 cm à 84 cm. Un écran tactile de 11 pouces (28 cm) est également présent équipé du système de divertissement Etihad. La configuration de sièges est en 3-4-3 sur les Airbus A380 et 3-3-3 sur les Boeing 787.

#### Système de divertissement
Etihad utilise à la fois le système de divertissement en vol Panasonic eX2 et Thales TopSeries i5000 avec système AVOD (audio- vidéo à la demande) sur ses nouveaux avions long-courriers et sur certains de ses nouveaux A320-200. Etihad qualifie ce système de « E-box ». Les flottes de destinations internationales disposent d'un système plug-and-play qui fonctionne sur la technologie USB, qui permet aux passagers de lire leurs propres supports audio, vidéo et photo. Les Airbus A330 et Boeing 777-300ER disposent tous d'une installation téléphonique en vol.
Le 28 avril 2019, Etihad a annoncé qu'elle retirerait les écrans de dossier dans la classe économique de 23 de ses Airbus A320 et A321, utilisés pour des vols d'une durée maximale de 5 heures.
Etihad a signé un nouvel accord de 10 ans avec Panasonic Avionics Corporation en 2011 pour la fourniture de divertissements en vol, notamment l'Internet haut débit et la télévision en direct.
Atlas est le magazine de bord officiel de la compagnie aérienne.

### ServiceChoose well
En 2018, Etihad Airways a annoncé sa nouvelle plate-forme de marque nommée Choose Well qui permet aux clients de faire des choix sur la façon dont ils voyagent en termes de services aéroportuaires, de franchise de bagages, de sièges et d'ajout du service d'achat à bord.

### Programme de fidélité
Etihad Guest est le programme de fidélisation de la compagnie aérienne, lancé le 30 août 2006. Il propose une boutique en ligne à prix réduit pour les membres et de multiples avantages tels que des bagages supplémentaires et un enregistrement prioritaire pour les voyageurs fréquents. Les points peuvent également être échangés contre des billets ou des surclassements. Dans le cadre d'un accord entre Etihad et le ministère du Développement communautaire des Émirats arabes unis, les citoyens émiratis senior ont un accès instantané au programme de fidélité d'Etihad et ont droit à plus de miles aériens, à des billets à prix réduit, à un enregistrement prioritaire et à des bagages supplémentaires.
Dans le cadre d'un partenariat avec American Airlines, le programme de fidélité American Airlines AAdvantage peut être échangé contre des billets sur Etihad. Un partenariat similaire existe pour le programme de fidélité Scandinavian Airlines Eurobonus, où les membres peuvent gagner et dépenser des points bonus sur des vols sélectionnés.
Les membres de Etihad Guest sont récompensés par des miles Etihad lorsqu'ils réservent un hébergement via booking.com à la suite d'un accord conclu entre booking.com et Etihad airways en 2019.

## Innovations
Etihad Airways a effectué le premier vol commercial Boeing 787 au monde en utilisant du carburant produit localement dérivé de l'usine de salicorne le 16 janvier 2019. Le biocarburant pour l'aviation a été recherché et développé par le Sustainable Bioenergy Research Consortium (SBRC), une entité à but non lucratif créée par l'Institut Masdar, qui fait partie de l'Université des sciences et technologies de Khalifa. Le moteur du 787 était propulsé par les moteurs 1B de nouvelle génération de General Electric et a volé pendant plus de sept heures, depuis Abou Dhabi jusqu'à Amsterdam.

## Prix
Etihad Airways a été nommée « Compagnie Aérienne de l'Année 2011 » pour la troisième année consécutive et aussi « Compagnie aérienne du Moyen-Orient ».[Par qui ?]
En 2016, Etihad Airways remporte pour la huitième année consécutive, le prix mondial des meilleures compagnies aériennes lors de la 23e cérémonie annuelle de remise des Grands Prix du World Travel Awards 2016. Elle est classée sixième au the 2016 Skytrax World Airline Awards dans son top 10 des compagnies aériennes 2016, la première place revenant à Emirates.
En décembre 2016, Airbus, fabricant de l'A380, a décerné, à la compagnie Etihad Airways, le prix de l'excellence opérationnelle pour ses opérations avec l'avion A380 pendant la période 2015-2016. Effectivement, pendant ces deux années, 99,63 % des huit Airbus A380 que la compagnie possède ont été opérationnels. La même année, elle remporte la sixième édition du Condé Nast Traveller India Readers Travel Awards.
Etihad airways a été nommée en 2017 « compagnie aérienne de l'année » par le Travel Trade Gazette au Royaume-Uni.

## Parrainages

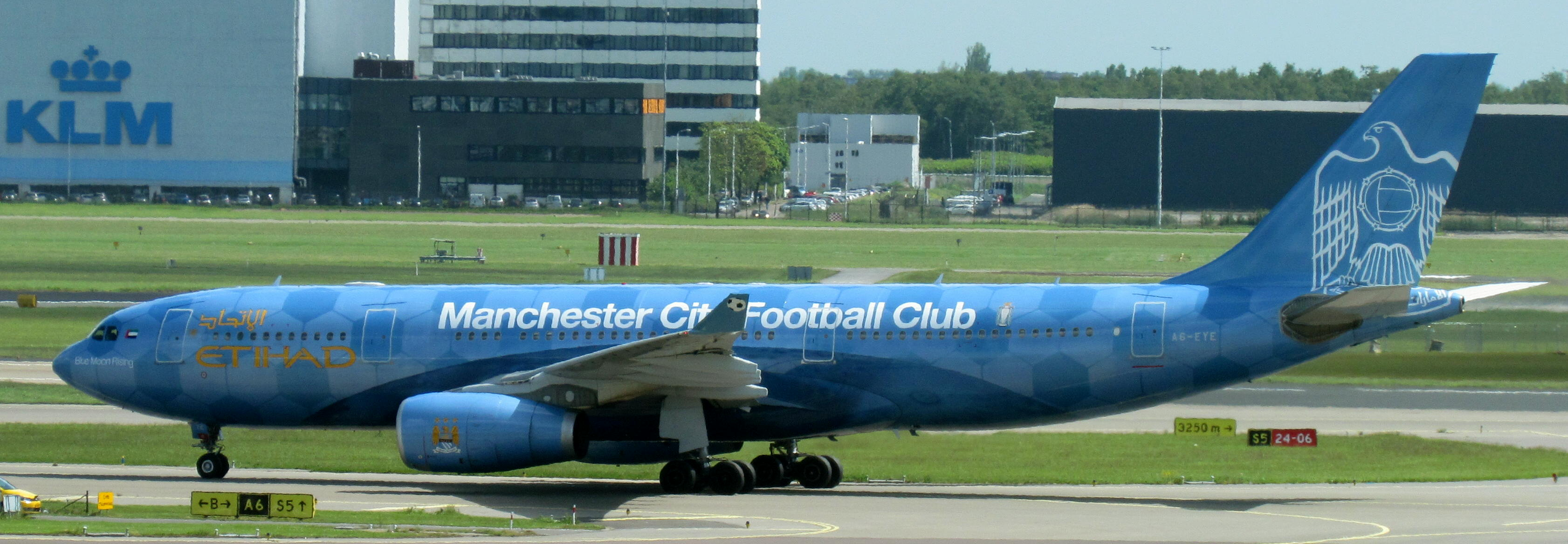
L'Airbus A330 fourni par Etihad à l'équipe de Manchester City.

Etihad Airways est le sponsor principal de l'équipe de Manchester City, à qui elle a fourni un Airbus A330 aux couleurs du club le 8 juillet 2011 dans lequel chaque joueur a sa place avec son nom et son numéro.
Le nom du stade de Manchester City avait été acheté par la compagnie aérienne le 10 juillet 2010 pour devenir l'Etihad Stadium, à raison de 170 millions d'euros sur une dizaine d'années.
Etihad Airways possède également un stade à son nom à Melbourne en Australie, renommé lui aussi Etihad Stadium.
Etihad est également le principal sponsor du New York City Football Club.
Etihad sponsorise l'écurie Ferrari en Formule 1.

## Investissement dans d'autres compagnies aériennes
En janvier 2018, le niveau des participations d’Etihad Airways est le suivant :
- Air Serbia (49 %)
- Air Seychelles (40 %)
- Virgin Australia (22 %)

En juillet 2017, les 33 % de parts dans Etihad Regional (Darwin Airline) sont revendues à Adria Airways, compagnie nationale de la Slovénie membre de Star Alliance. Etihad Regional annonce un changement de nom pour devenir Adria Airways Switzerland.
En novembre 2023, l'Etat serbe rachète toutes les actions d'Air Serbia qu'Etihad possède encore. 
En août 2017, Alitalia est placée en procédure de redressement judiciaires et mise en vente. Air Berlin est vendue à Lufthansa et Easyjet.

## Incidents et accidents

### Tests d'Airbus
Le 15 novembre 2007, un A340-600 neuf destiné à être livré à Etihad Airways réalise des essais moteur statiques au sol sur l'une des aires d'essai de l'usine Airbus de Saint-Martin-du-Touch dans la banlieue de Toulouse.
Sept techniciens de la société émiratie Abu Dhabi Aircraft Technologies (ADAT, anciennement connu sous le nom de GAMCO), une société d'ingénierie et de maintenance mandatée par Etihad Airways et deux d'Airbus effectuaient un point fixe moteur (essai de forte poussée pour fluidifier l'huile afin de détecter un éventuel suintement) avec l'assistance de deux techniciens de piste. Trois personnes étaient présentes dans la cabine au moment de l'accident, deux des sept techniciens représentant le client et un technicien d'Airbus qui était aux commandes de l'avion. Certaines procédures n'ont alors pas été respectées :
- absence de cales sous les trains de pneus,
- poussée simultanée des quatre réacteurs, au lieu des deux prévus, atteignant une puissance non conforme.

L'avion est alors propulsé en 13 secondes sur le mur antibruit de l'aire qu'il escalade partiellement, sans que le technicien d'essai ne pense à réduire la poussée des moteurs, puis le cockpit se détache de l'avion. L'avion est estimé à 240 millions d'euros. L'accident a fait dix blessés, dont 3 graves, principalement des techniciens qui se trouvaient à bord de l'appareil (2 employés d'Airbus et 7 employés d'ADAT). Une personne au sol a été choquée mais non blessée. L'avion est très endommagé et non récupérable.
Aucune poursuite pénale n'a été engagée à l'encontre d'Airbus à la suite de l'enquête judiciaire menée par la gendarmerie des transports aériens qui a cependant conclu à une série de négligences répétées de la part de l'avionneur. Ces conclusions ont conduit Airbus à mettre en place de nouvelles procédures pour ses essais.

### Trente heures de retard
Le 3 janvier 2015, les voyageurs du vol Abu-Dhabi - Düsseldorf attendent 13 heures dans l'avion que celui-ci décolle. En cause, un épais brouillard qui bloque toute visibilité. Une fois dans les airs, une personne de 73 ans décède, ce qui force l'avion à se poser en urgence à Vienne en Autriche. Les voyageurs se voient offrir une chambre d'hôtel et ce n'est que le lendemain qu'ils atteignent enfin leur destination.

### Décès d'un pilote en plein vol
En 2017, le vol cargo EY 927 d'Abu Dhabi vers Amsterdam a dû se dérouter vers l’aéroport du Koweït à cause du décès d'un pilote en plein vol. Le copilote a lancé un appel d'urgence, après que le pilote a souffert d'un malaise. Le décès du pilote a été constaté à l'atterrissage de l'avion,.

## Galerie

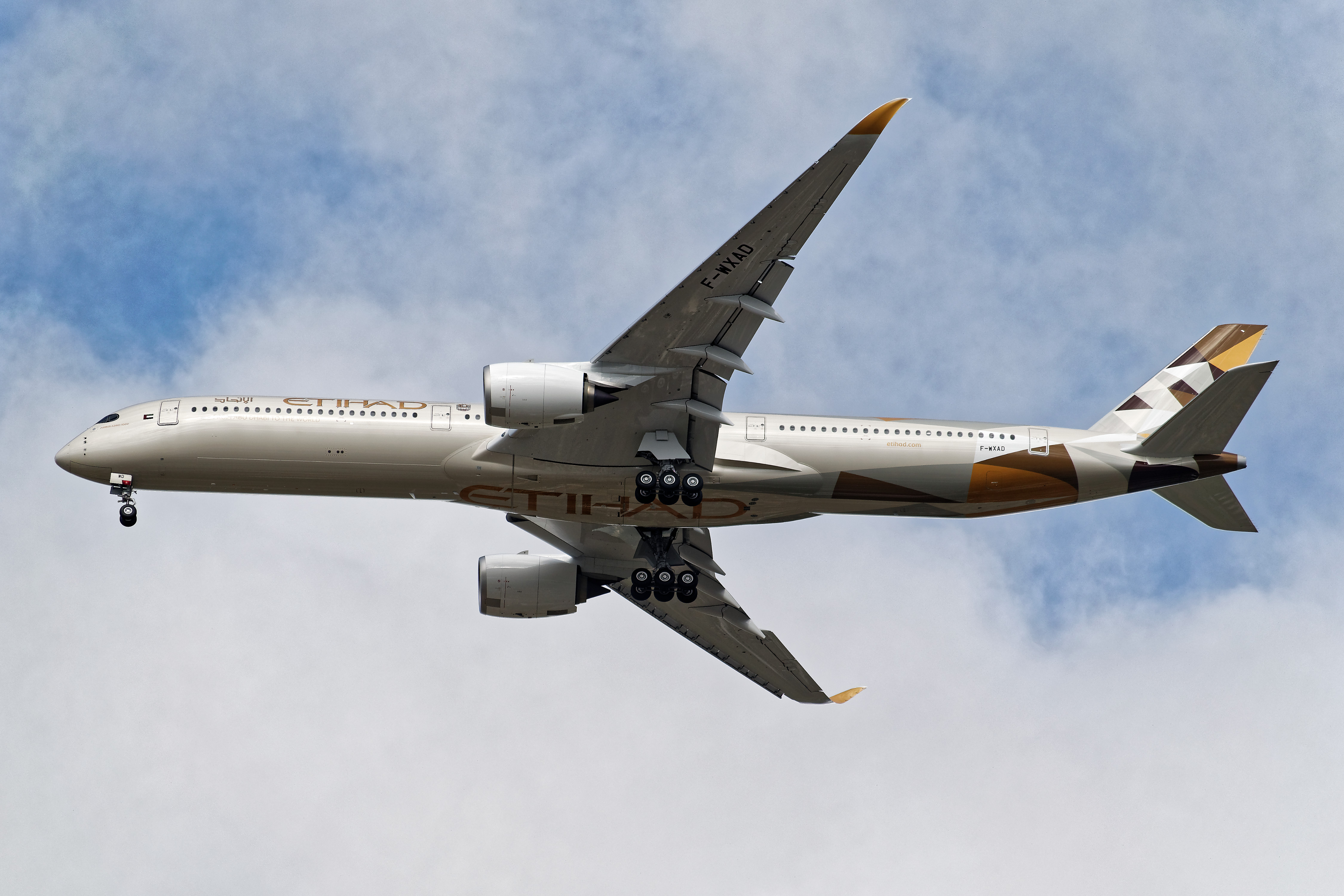
Airbus A350-1000
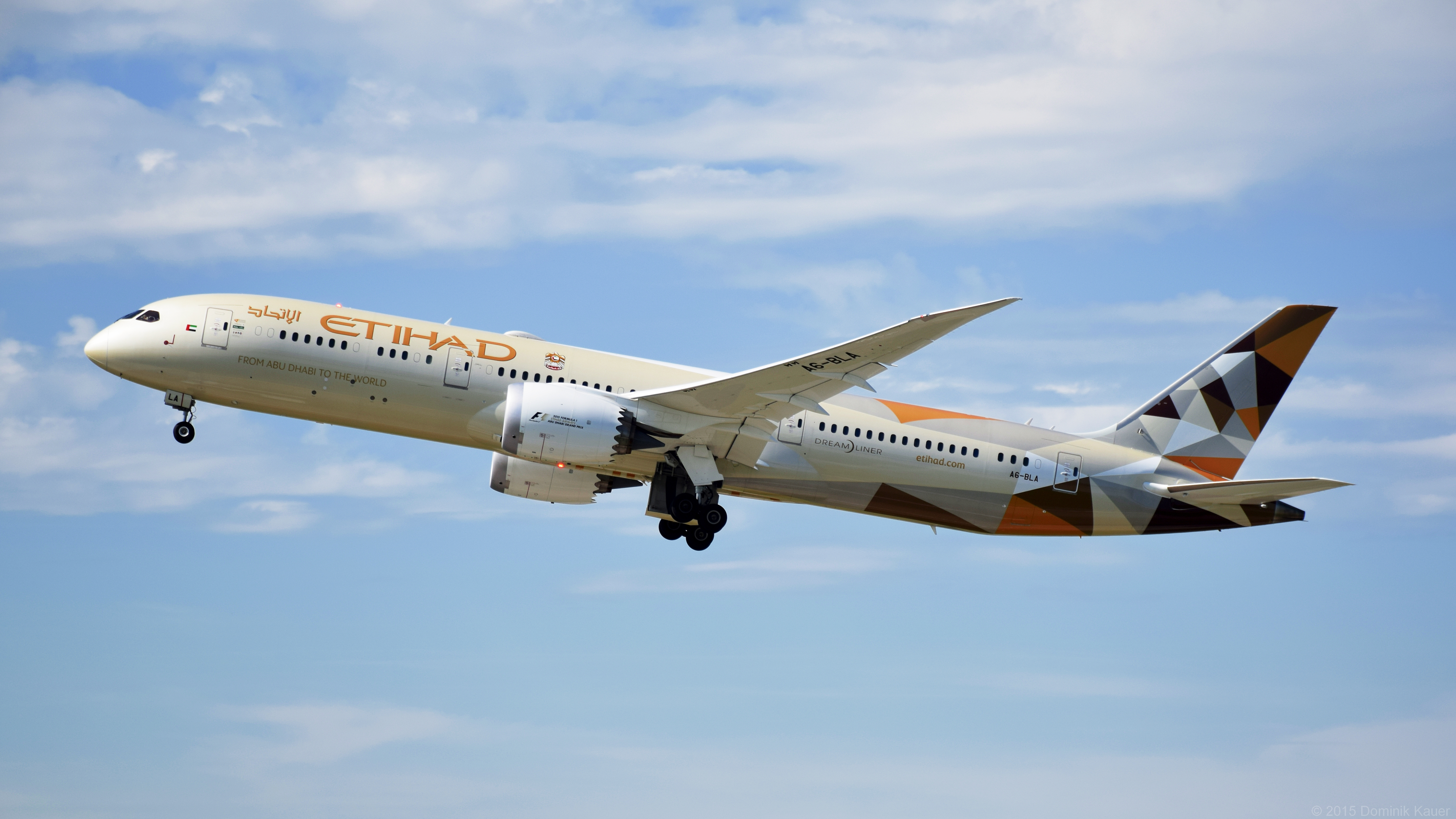
Boeing 787-9
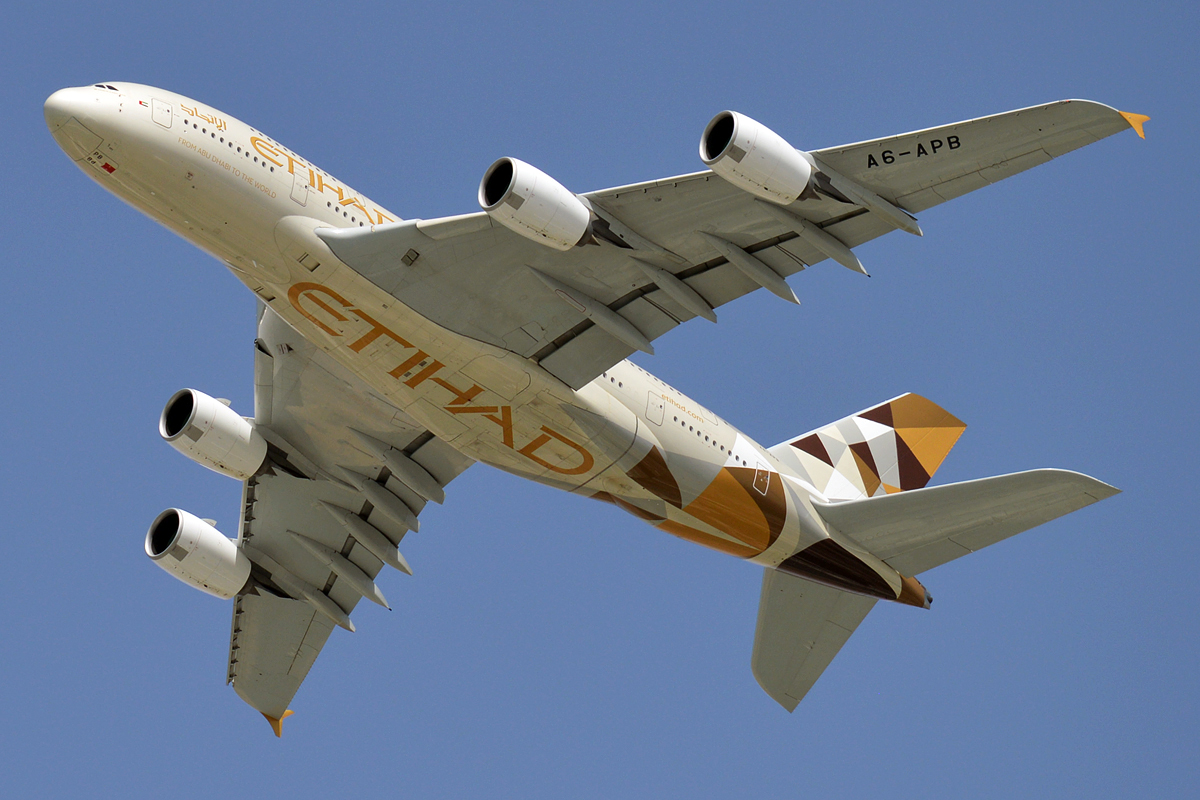
Airbus A380-800
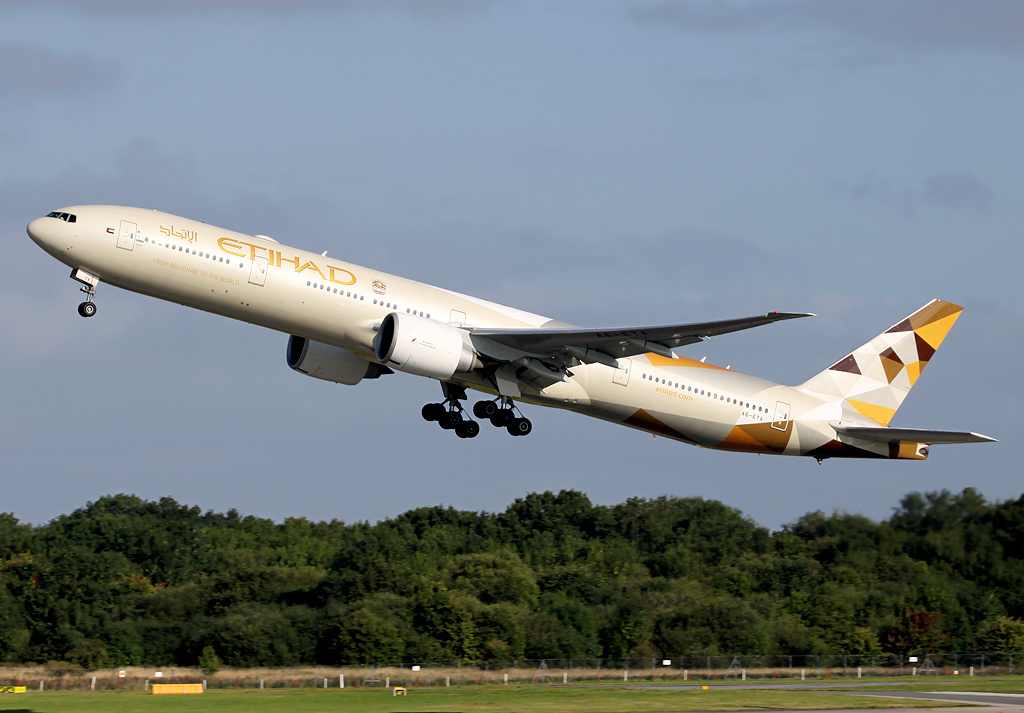
Boeing 777-300ER

### Livrées spéciales

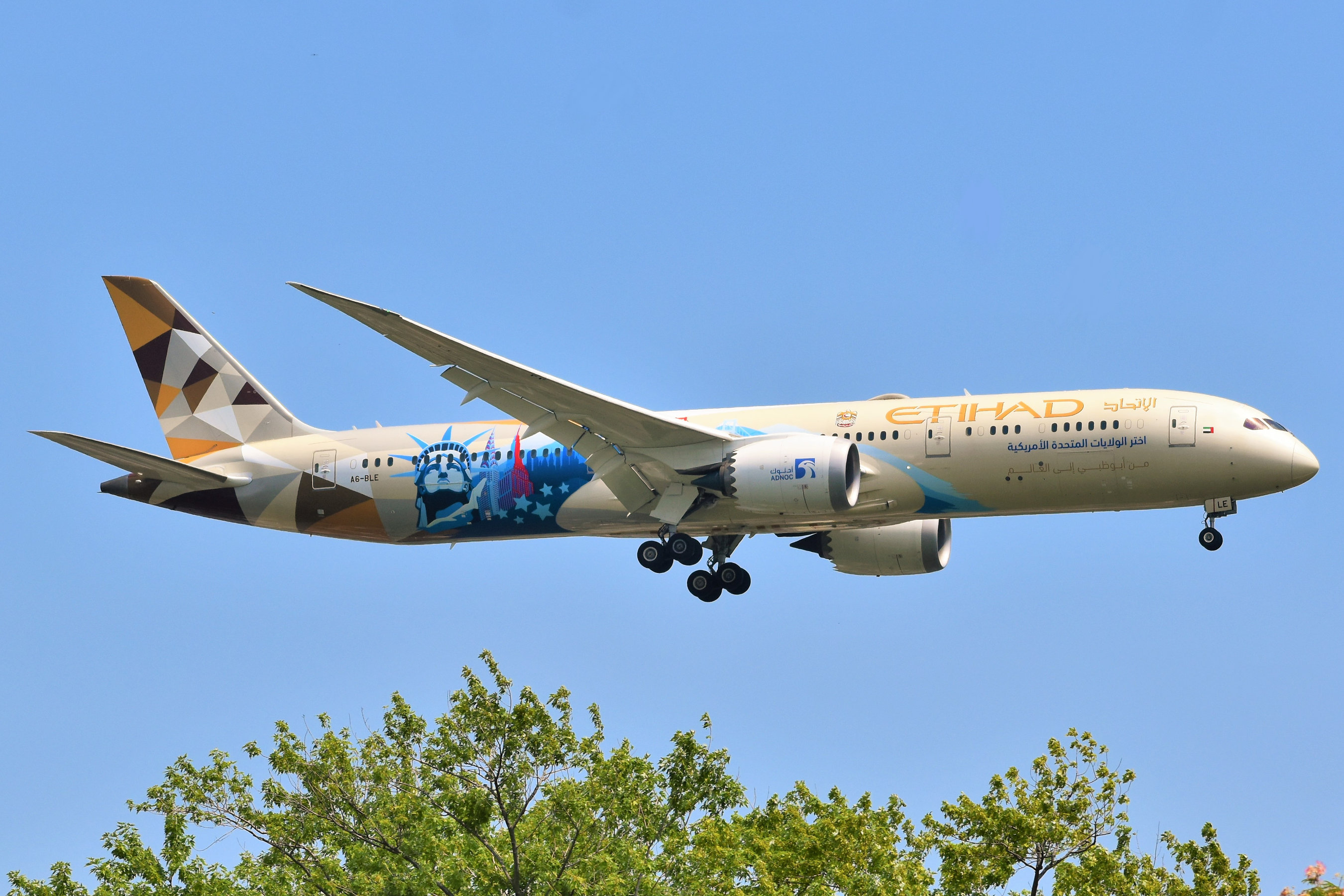
Choose the USA livery
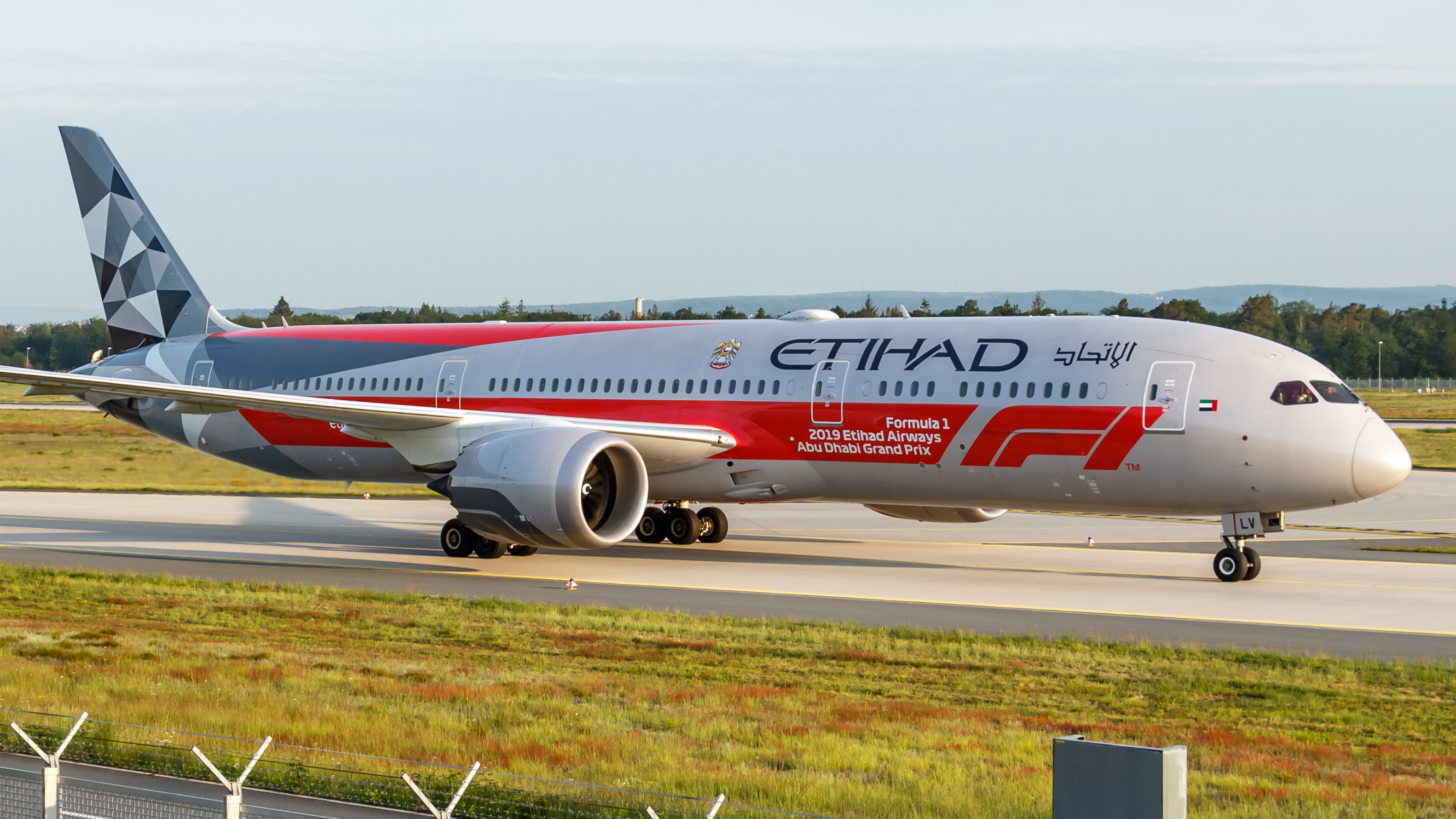
Formula 1 Livery
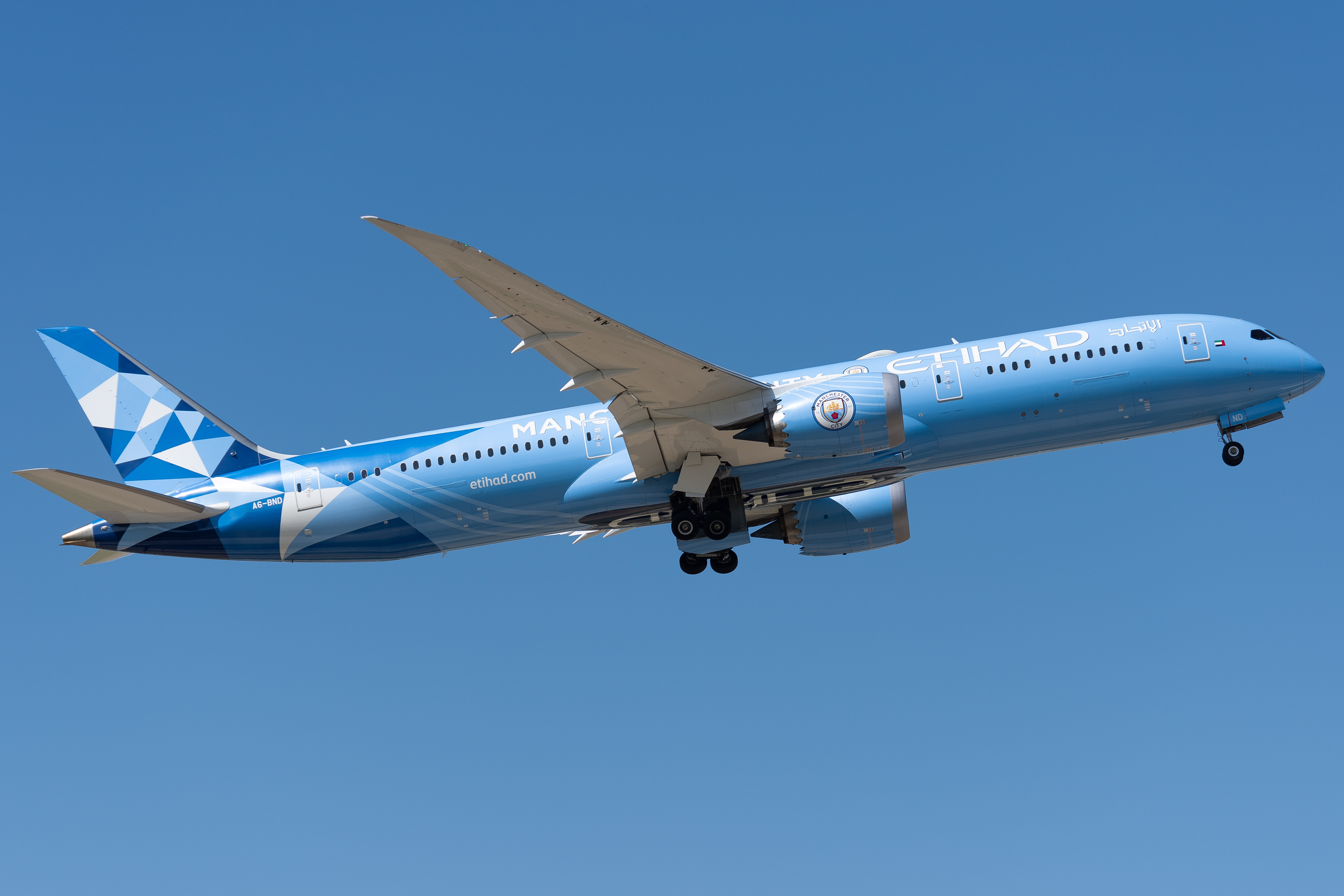
Livrée "Manchester City"